# Озолы (Мадонский край)
О́золы (латыш. Ozoli) — населённый пункт в Мадонском крае Латвии. Входит в состав Лиезерской волости. Находится у региональной автодороги P30 (Цесис — Вецпиебалга — Мадона). Расстояние до города Мадона составляет около 21 км. По данным на 2017 год, в населённом пункте проживало 279 человек.

## История
В советское время населённый пункт входил в состав Лиезерского сельсовета Мадонского района. В селе располагалась центральная усадьба совхоза «Лиезере».